# Chu Vũ (nhà Minh)
Chu Vũ (chữ Hán: 周武, ? – 1390), người Khai Châu, Hà Nam , tướng lãnh đầu đời Minh.

## Cuộc đời
Không rõ khi nào Vũ gia nhập nghĩa quân của Chu Nguyên Chương, ông tích lũy công trạng qua những cuộc chiến bình định vùng Giang Nam, diệt nước Hán của Trần Hữu Lượng, thu lấy vùng Hoài Đông, diệt nước Ngô của Trương Sĩ Thành, dần làm đến Chỉ huy thiêm sự. Sau đó Vũ tham gia cuộc bắc phạt diệt nhà Nguyên, được tiến làm Đô đốc thiêm sự.
Năm 1378, Vũ giữ chức Tham tướng, theo Mộc Anh trấn áp khu vực Đóa Cam của các tộc người thiểu số Tây Phiên , lập nhiều chiến công. Kết thúc chiến dịch, Vũ được phong Hùng Vũ hầu, hưởng lộc 2000 thạch, thế tập Chỉ huy sứ. Sau đó Vũ được tham gia quân vụ Hà Nam, tuần tra bắc biên.
Năm 1390, Vũ mất, được tặng Nhữ quốc công, thụy là Dũng Tương.